# Ffont (Familie)

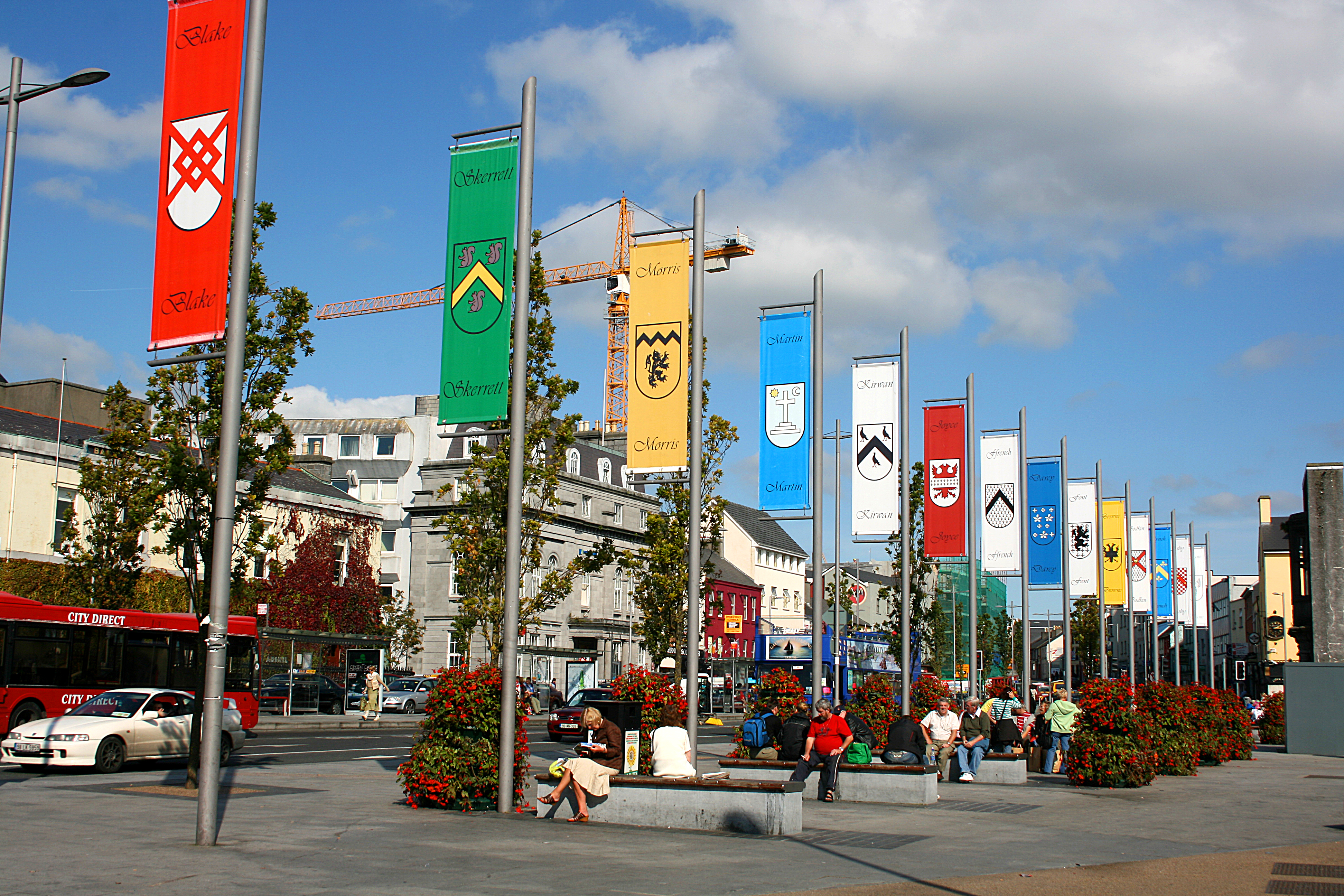
Die Fahnen der Tribes am Eyre Square

Die Ffont Familie (auch Font oder Faunt) aus Galway ist eine jener 14 anglo-normannischen Familien, die die Stämme von Galway (englisch Tribes of Galway) genannt werden und über Jahrhunderte die Stadt und das Umland im irischen County Galway beherrschten. Es existieren kaum Aufzeichnungen darüber wann die einzelnen Familien nach Galway kamen. Die Ffont Familie ließ sich erst Anfang des 15. Jahrhunderts in Galway nieder.
Sie entsprangen einer alten englischen Familie aus Leicestershire und sollen noch vor dem Regierungsantritt von König Johann Ohneland (1199) nach Athenry gekommen sein. Der Name ist heute fast ausgestorben. Geoffry Ffont (1709–1814), der im Alter von 105 Jahren im Jahr 1814 nahe Galway starb, soll der letzte Vertreter des Galwayer Zweigs der Familie gewesen sein. Ansonsten ist über die Familie nicht viel bekannt, aber sie waren mit den anderen Familien in Galway eng verbunden. 
John Athy, ein Bruder des besser belegten Francis Athy, war der Vater von Maria Athy, die mit Francis Ffont verheiratet war, der im Jahre 1670 starb. Francis war der Sohn von Stephen Ffont und Juliana Kirwan. Ihr Sohn war Dominick Ffont, der 1693 starb. 
Ein Kreisverkehr in Galway ist nach der Familie benannt. 